# ラファエル・アルベルティ
ラファエル・アルベルティ・メレージョ（スペイン語:Rafael Alberti Merello、1902年12月16日 - 1999年10月28日）は、スペイン・カディス出身の詩人・劇作家。27年世代のひとり。

## 略歴
1925年に処女詩集『陸の船乗り (es:Marinero en tierra)』を著してスペイン国民文学賞の最初の受賞者となった。また、1983年にセルバンテス賞を受賞した。
初期は画家を目指したが、その後詩人として文学活動をする。
アルベルティの代表作はシュルレアリスムの影響を受けた1929年に著された『天使たち』である。
1931年にスペイン共産党に入党するもののスペイン内戦が起こり、1939年にアルゼンチンやイタリアローマに亡命。スペインに帰国したのは、フランシスコ・フランコ死去後の1977年であった。
1999年10月28日、エル・プエルト・デ・サンタ・マリアで死去した。

## 邦訳
『マチャード / アルベルティ詩集』大島博光訳、土曜美術社出版販売（世界現代詩文庫）、1997年。